# Ostrowite (gmina)
Ostrowite (hist. gmina Ostrowite Kapitulne) – gmina wiejska w województwie wielkopolskim, w powiecie słupeckim. W latach 1975–1998 gmina położona była w województwie konińskim.
Siedziba gminy to Ostrowite.
Według danych z 31 grudnia 2012 gminę zamieszkiwało 5155 osób. Natomiast według danych z 31 grudnia 2017 roku gminę zamieszkiwało 5144 osób.
Według danych z 31 grudnia 2019 roku gminę zamieszkiwało 5077 osób.

## Struktura powierzchni
Według danych z roku 2002 gmina Ostrowite ma obszar 104,1 km², w tym:
- użytki rolne: 81%
- użytki leśne: 7%

Gmina stanowi 12,42% powierzchni powiatu.

## Demografia

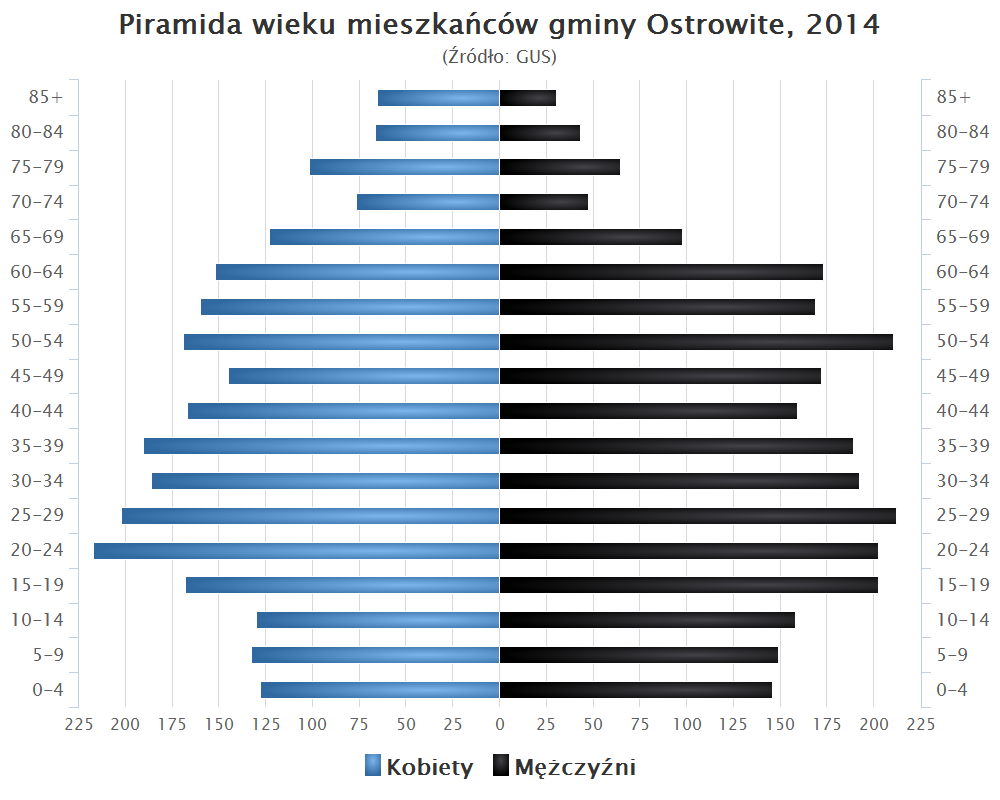
Piramida wieku mieszkańców gminy Ostrowite w 2014 roku

Dane z 31 grudnia 2017 roku:
| Opis                              | Ogółem | Ogółem | Kobiety | Kobiety | Mężczyźni | Mężczyźni |
| --------------------------------- | ------ | ------ | ------- | ------- | --------- | --------- |
| jednostka                         | osób   | %      | osób    | %       | osób      | %         |
| populacja                         | 5 144  | 100    | 2 541   | 49,9    | 2 603     | 50,6      |
| gęstość zaludnienia (mieszk./km²) | 50     | 50     | 24      | 24      | 26        | 26        |

## Edukacja
- Szkoła Podstawowa w Ostrowitem
- Szkoła Podstawowa w Giewartowie[8]

## Koło Gospodyń Wiejskich
- Koło Gospodyń Wiejskich w Dołach
- Koło Gospodyń Wiejskich w Ostrowitem
- Koło Gospodyń Wiejskich w Giewartowie " Nad Jeziorem"
- Koło Gospodyń Wiejskich w Kani
- Koło Gospodyń Wiejskich w Jarotkach
- Koło Gospodyń Wiejskich w Lucynowie
- Koło Gospodyń Wiejskich w Lipnicy "Między Jeziorami"
- Koło Gospodyń Wiejskich w Kąpielu " Kąpielanki"
- Koło Gospodyń Wiejskich w Grabinie[9]

## Sołectwa
Doły, Giewartów, Giewartów-Holendry, Gostuń, Grabina, Izdebno, Jarotki, Kania, Kąpiel, Kosewo, Mieczownica, Naprusewo, Ostrowite, Przecław, Sienno, Siernicze Wielkie, Skrzynka, Stara Olszyna, Szyszłowo, Tomaszewo.

## Miejscowości niesołeckie
Borówiec, Brzozogaj, Chrzanowo, Hejna, Kierz, Koszary Jarockie, Lipnica, Lucynowo, Milejewo, Pieńki, Salamonowo, Siernicze Małe, Świnna, Tomiszewo, Tumidaj, Wiktorowo.

## Sąsiednie gminy
Kazimierz Biskupi, Kleczew, Powidz, Słupca